# Баумгартен
Баумгартен (нем. von Baumgarten) — дворянский род.

## История
Происходит из Швеции, куда переселился из Эльзаса; со 2-й половины XVII в. — в Прибалтике. Основатель рода в Прибалтике — Иоганн фон Баумгартен (1632—1690) — капитан в армии графа Де ла Гарди, был известен в Ревеле как член Братства Черноголовых (1672), в 1674 году получил имение Зоинитц  (эст.). Его внуки — Карл Вильгельм фон Баумгартен (1702—1742) и Иоганн Ганс Рейнгольд фон Баумгартен (?—1750) стали основателями двух ветвей рода — Пехо и Зоинитц.

### ВетвьПехо
Внук Карла Вильгельма — Карл Иванович (Карл Вильгельм) фон Баумгартен (1768—1831), генерал-майор (1815), тайный советник (1831), полковник Муромского мушкетерского полка (1803), шеф Крымского мушкетерского полка (1809), в 1816—28 гражданский губернатор Костромы, в 1821 году был внесён вместе с потомством в матрикулы эстляндского рыцарства. Его сыновья:
- Аполлон Карлович (1812—1865), генерал-майор
- Александр Карлович (1815—1883), генерал от инфантерии
- Евгений Карлович (1817—1880), генерал-лейтенант

Вместе с Карлом Ивановичем в Эстляндские матрикулы был внесён (1821) с потомством его двоюродный брат, подполковник и статский советник Карл Евстафьевич (Карл Вильгельм) фон Баумгартен (1768—1846). Из его детей, сын:
- Николай Карлович (1809—1886), генерал от кавалерии. Его сын:
  - Леонтий Николаевич (Луи Карл Иоганн Пауль) фон Баумгартен (1853—1931), генерал от кавалерии.

У Карла Евстафьевича были братья: Иоахим Густав (1777—?) и генерал-майор Иван Евстафьевич (1782—1846). Внук первого из них — Александр Трофимович (1843—1901), генерал-лейтенант.

### ВетвьЗоинитц
Из представителей этой ветви известны внуки Иоганна Ганса Рейнгольда фон Баумгартен — братья Георг Герман фон Баумгартен (1782—1839), капитан; и Александр Магнус фон Баумгартен (1784—1836), внесенные в 1818 году в Эстляндские матрикулы. Сыновья первого:
- Фердинанд Ермолаевич (1818—1905), генерал-майор
- Константин Ермолаевич (Людвиг Александр Константин) фон Баумгартен (1819—1902), генерал от кавалерии.

Сын их двоюродного брата Фридриха фон Баумгартена (1828—1881), Вольдемар Герман фон Баумгартен (1857—1921), генерал и комендант Лодзи (в 1914).

### Другие ветви
В России также были известны другие представители рода Баумгартен:
- Павел Петрович (1809—1881), почётный гражданин Петергофа, управляющие Петергофским дворцовым правлением; инженер-генерал-лейтенант
- Фёдор Карлович (Христиан-Теодор; 31.03.1819—09.11.1888), инженер-генерал-лейтенант[1]